# 擬秈弄蝶
擬秈弄蝶（學名：Pseudoborbo bevani，英文俗名：Bevan's Swift）又名假禾弄蝶、小紋褐弄蝶、假秈挵蝶、擬秈弄蝶、偽禾弄蝶，是屬於弄蝶亞科刺脛弄蝶族的一種蝴蝶。是擬秈弄蝶屬（學名：Pseudoborbo）的唯一一種，是一個單型分類。分佈於東洋界至澳新界，模式產地為緬甸毛淡棉。幼蟲的寄主為農作物，亦因此被視作害蟲。

## 種系發生
擬秈弄蝶屬曾是個有爭議性的分類，有學者承認此屬，否認的則歸之入秈弄蝶屬作為異名，但更新的研究發現她們是兩個不同的演化支，不能以多系群建立有效的分類，而且形態學上亦有不同之處，因此擬秈弄蝶被視為獨立一屬。

## 分佈
巴基斯坦（穆里）、印度（南部地區、中央邦姆霍沃兵站、勒克瑙、孟買、加爾各答、阿薩姆邦）、緬甸、中國（浙江、福建、河南、海南、香港、雲南、四川、江西、貴州、陝西）、台灣、泰國南部地區、印尼蘇門答臘、澳洲等。

## 型態

### 翅膀
雄蝶前翅長13.5-17.0毫米，前翅翅型近鈍角三角形，外緣近頂角處微突出；後翅型近等邊三角形，臀角處突出不很明顯。翅正面底色褐色，反面底色偏黃褐色。兩翅斑紋多變，半透明小白斑斑紋非常細小。兩翅緣毛為淡褐色。前翅正面亞頂角區R3-R5室斑各具1個點狀小斑；中域通常僅有M3和Cu1室兩個小斑，極少數個體M1和M2室也具小斑；僅有1個上中室斑或者無；Cu2室中域通常無斑，偶爾會具1個點狀小斑。前翅反面斑紋同正面。後翅正面無斑。後翅反面Rs、 M3及Cu1室各具1個小斑，並呈圓弧狀排列，偶爾M2和M1室也會有1個點狀斑，有些個體後翅反面完全無斑。
雌蝶體型較大，前翅長度同雄蝶，翅型較雄蝶圓，顏色略淺，前翅顏色較均勻，白斑較多，兩性翅膀斑紋相似。

### 外生殖器
雄外生殖器背兜背部無突起；鉤形突基本與背兜等長，末端不二分，基部具向上的角狀突起；囊形突較短，末端收縮變細；抱器端粗大，外緣上半部具鋸齒狀突起，端部向內側突出；陽莖長而較直，超過2倍抱器的長度，內具長條形的角狀突；陽莖末端左側具細長的指狀突起，右側陽莖端膜上具1個細長的骨質化指狀突起。
雌外生殖器的前陰片和後陰片骨質化不明顯；囊導管長且骨質化強烈，中部具折痕，交配囊體圓球形。

## 腳註
1. 1 2  Fan, X., Chiba, H., Huang, Z., Fei, W., Wang, M., & Sáfián, S. (2016). Clarification of the Phylogenetic Framework of the Tribe Baorini (Lepidoptera: Hesperiidae: Hesperiinae) Inferred from Multiple Gene Sequences. PloS one, 11(7), e0156861.
2. ↑  Moore, 1878. Descriptions of new Asiatic Hesperidae Proc. zool. Soc. Lond. 1878 (3) : 688
3. ↑  袁鋒、袁向群、薛國喜. 中國動物誌 昆蟲綱 第五十五卷 鱗翅目 弄蝶科. 中國 北京: 科學出版社. 2015: 473-475. ISBN 9787030439147 （中文（簡體））.
4. ↑  Lee CL. On the Chinese species of Borbo Evans (Lep. Hesperiidae). Acta Zool Sinica. 1966; 18: 221–231.
5. ↑  Bridges CA. Catalogue of the Family-Group, Genus-Group and Species-Group Names of the Hesperiidae (Lepidoptera) of the World. Urbana: Published by Author; 1994.
6. 1 2  Chou I. (Ed.) (1994) Monographia Rhopalocerorum Sinensium 2. Henan, China: Henan Scientific and Technological Publishing House: 726
7. ↑  Warren AD, Ogawa JR, Brower AVZ. Revised classification of the family Hesperiidae (Lepidoptera: Hesperioidea) based on combined molecular and morphological data. Syst Entomol. 2009; 34: 467–525.
8. ↑  Warren AD, Ogawa JR, Brower AVZ. Phylogeneticre lationships of subfamilies and circumscription of tribes in thefamily Hesperiidae (Lepidoptera: Hesperioidea). Cladistics. 2008; 24: 642–676.
9. ↑  Brower, Andrew V. Z. 2007. Borbo （页面存档备份，存于） Evans 1949. Version 04 March 2007 (under construction).  in The Tree of Life Web Project （页面存档备份，存于）
10. 1 2  Zhu JQ, Chiba H, Wu LW. Tsukiyamaia, a new genus of the tribe Baorini (Lepidoptera, Hesperiidae, Hesperiinae): 31-32. ZooKeys. 2016; (555):37–55. PMID 26877686; PubMed Central PMCID: PMC4740821.

## 外部連結
- 维基共享资源上的相關多媒體資源：擬秈弄蝶
- Pseudoborbo bevani - Catalogue of Life （英文）
- Pseudoborbo bevani （页面存档备份，存于） - funet.fi （英文）
- 擬秈弄蝶 - 香港生物多樣性網頁